# Bryophryne
A Bryophryne a kétéltűek (Amphibia) osztályába, a békák (Anura) rendjébe és a Craugastoridae családba, azon belül a Holoadeninae alcsaládba tartozó nem.

## Nevének eredete
Nevét a görög bryon (moha) és phrynos (varangy) szavakból alkották, utalva a nembe tartozó békák élőhelyére.

## Előfordulása
A nembe tartozó fajok a perui Cusco megyében a Cordillera Oriental lejtőin, 2900 m-es tengerszint feletti magasságban honosak. Elterjedési területüket az Apurímac folyó völgye választja el a Phrynopus nemétől.

## Taxonómiai helyzete
A Bryophryne nemet 2008-ban hozták létre, hogy a Phrynopus nem két fajának helyet adjanak benne. Ugyanekkor hozták létre a Holoadeninae alcsaládot, melyet a Strabomantidae családba helyeztek. A Strabomantidae azonban a Craugastoridae szinonímája lett. Ennek ellenére az AmphibiaWeb a Holoadeninae alcsaládot (és ennek megfelelően a Bryophryne nemet) továbbra is a Strabomantidae alcsaládba sorolja.
Egy friss javaslat alapján a Bryophryne nem Peru déli részén honos három faját a Qosqophryne nembe helyezték át. Filogenetikus vizsgálatok igazolták, hogy a Qosqophryne a Microkayla testvér taxonja, és ez a klád közelebbi rokonságban áll a Noblella és a Psychrophrynella nemekkel, mint a Bryophryne nem bármely más nemével.

## Rendszerezés
A nembe az alábbi fajok tartoznak:
- Bryophryne abramalagae Lehr & Catenazzi, 2010
- Bryophryne bakersfield Chaparro, Padial, Gutiérrez & De la Riva, 2015
- Bryophryne bustamantei (Chaparro, De la Riva, Padial, Ochoa & Lehr, 2007)
- Bryophryne cophites (Lynch, 1975)
- Bryophryne hanssaueri Lehr & Catenazzi, 2009
- Bryophryne nubilosus Lehr & Catenazzi, 2008
- Bryophryne phuyuhampatu Catenazzi, Ttito, Diaz & Shepack, 2017
- Bryophryne quellokunka De la Riva, Chaparro, Castroviejo-Fisher & Padial, 2017
- Bryophryne tocra De la Riva, Chaparro, Castroviejo-Fisher & Padial, 2017
- Bryophryne wilakunka De la Riva, Chaparro, Castroviejo-Fisher & Padial, 2017
- Bryophryne zonalis Lehr & Catenazzi, 2009